# Michel Preud'homme
Michel Georges Jean Ghislain Preud'homme, född 24 januari 1959, är en belgisk fotbollstränare och före detta spelare (målvakt). Han är sedan 2018 huvudtränare för Standard Liège i belgiska Jupiler League.
Preud'homme spelade under sin karriär endast för tre olika klubbar: Standard Liège och Mechelen i Belgien samt Benfica i Portugal. Med Mechelen vann han Belgiska cupen 1987, Cupvinnarcupen och europeiska Supercupen 1988 samt belgiska ligan 1989. Han vann även Portugisiska cupen med Benfica 1996. Preud'homme spelade 58 landskamper för belgiska landslaget, varav två världsmästerskap 1990 och 1994. Efter sin andra VM-turnering blev han den förste att bli tilldelad Yashin Award som turneringens bäste målvakt.